# いわみざわ公園花火大会
いわみざわ公園花火大会（いわみざわこうえんはなびたいかい）は北海道岩見沢市で毎年8月に開催される花火大会。

## 概要
打ち上げ数で見れば空知地方で最大規模だが、それでも約5,500発とさほど多くはなく、打ち上げ数が同地方2番目のキラキラ☆フェスタあしべつ花火大会（芦別市）・あかびら火まつり市民花火大会（赤平市）とも大差は無い。また、住宅街が近いため大型の花火が上げられないといった制約もあり規模の小ささは否めない部分がある。
しかし、その5,500発の小型花火を短時間で一気に打ち上げる事が最大の特徴。打ち上げ時間の長さは開催年によって異なるが、特に短い年ではわずか15分間という場合もあり、時間単位に換算すると北海道最大の勝毎花火大会も上回る約366.6発/分のペースを見せる。これに加えて、2017年からレーザーまたは音楽を用いた演出を徐々に取り入れており、花火の打ち上げのみで楽しむ昔ながらの花火大会から、現代的な形の花火大会へとシフトしつつある。
また、長らく観覧のみであれば無料・アトラクション利用者のみ有料という形で開催されてきたが、2016年の食事付き有料観覧席の導入を経て、2019年より完全有料化に踏み切った。料金体系は、通常の大人1600円・子供1000円の入園料を、開催日の17時から大人・子供一律500円に引き下げる方式を取っている。ただし駐車場については適用時刻を17時からに繰り下げた上で、これまで通り無料が継続されている。
なお打ち上げ場所は遊園地内北部の池の周辺であり、開催日は設営のためボートや池周りコースのゴーカートなど一部アトラクションが休止となる。開催日が荒天の場合は9月上旬に延期。

## アクセス
最寄駅はJR岩見沢駅。中央バス[13][15]万字線で「グリーンランド」下車。また、岩見沢ターミナル（岩見沢駅前）発着の臨時バスも運行される。基本的に臨時バスの運行は終了後の片道のみだが、2016年のように往復とも運行された年もある。